# Christuskirche (Weimar)

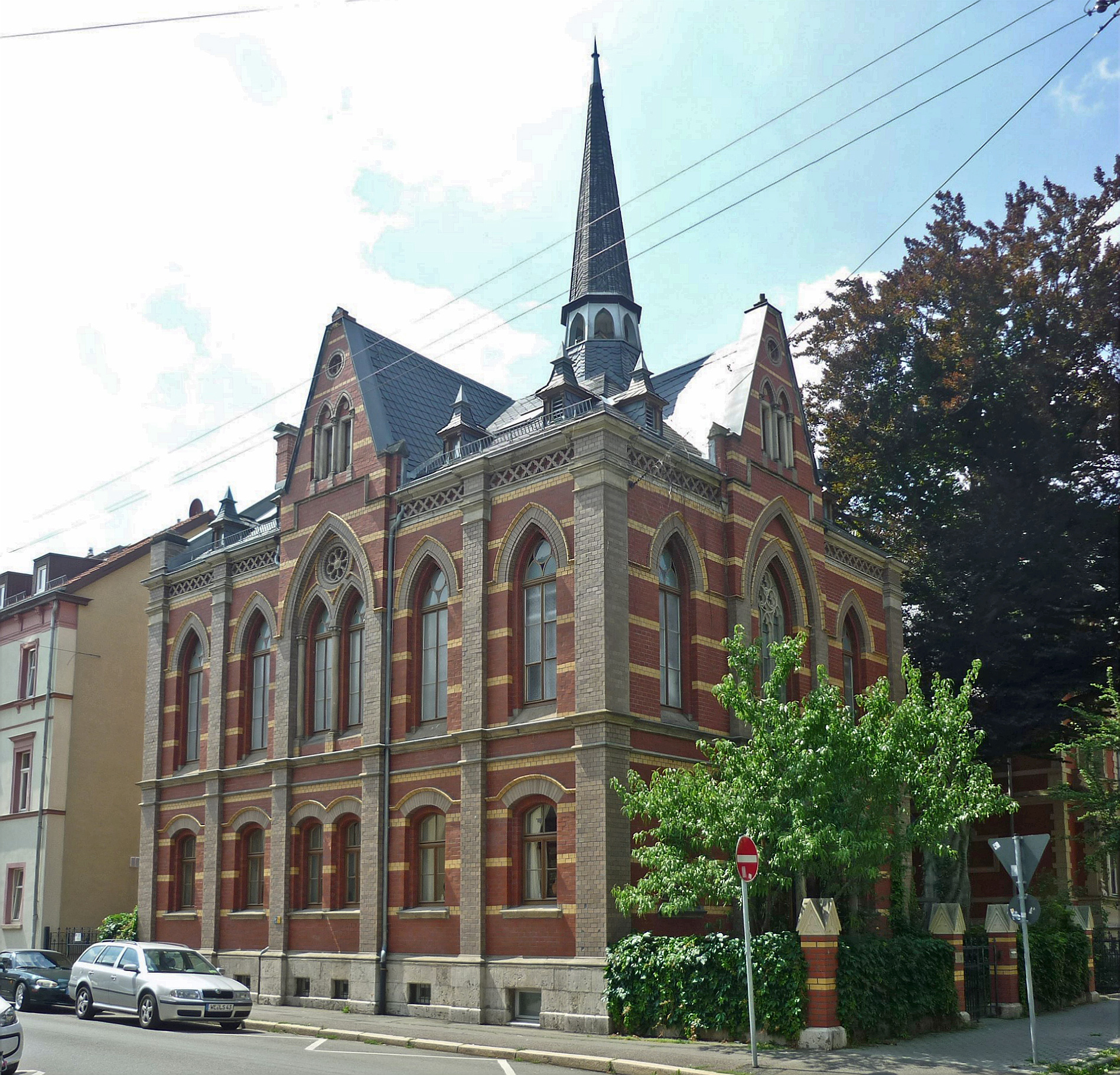
Ehemalige Christuskirche in Weimar (2015)

Die Christuskirche ist ein Kulturdenkmal an der Ecke Schubertstraße 23/Richard-Wagner-Straße in Weimar in der Westvorstadt. Es diente der Evangelisch-methodistischen Gemeinde als Gotteshaus und ist seit 2005 in privater Hand.

## Geschichte und Architektur
Das Kirchengebäude wurde 1896 mit finanzieller Unterstützung von der amerikanischen Mutterkirche, der Kirche der Vereinigten Brüder in Christo, und von privaten Spendern nach Plänen des Architekten Max Meckel im neugotischen Stil erbaut. Im Jahr 1906 ging die Kirche der Vereinigten Brüder in der Bischöflichen Methodistenkirche auf.
Das Eckgebäude auf rechteckigem Grundriss ist aus rotem Ziegelstein mit gelben Ziegelbändern über einem Sockel errichtet. Die Mauern werden durch ein umlaufendes Gesims in zwei horizontale Zonen gegliedert. Die untere Zone hat Stichbogen- und die obere Spitzbogenfenster, die durch Pilaster flankiert werden. Durch die beiden Giebel an den Straßenseiten im Osten und Norden und den oktogonalen Dachreiter mit offener Laterne und Spitzhelm scheint das verschieferte Dach eine Vierung aufzuweisen.

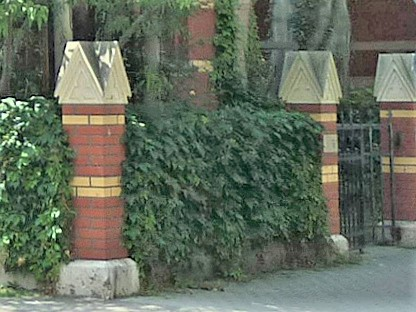
Rekonstruierte Einfriedung

Die Evangelisch-methodistische Kirchengemeinde Weimar nutzte die Christuskirche bis 1993 und bildete dann mit derjenigen in Jena einen evangelisch-methodistischen Kirchenbezirk in Sitz in Jena. Seitdem besuchen die Weimarer Gemeindemitglieder die Gottesdienste und Veranstaltungen in Jena. Zwischen 1993 und 1999 nutzte die Evangelisch-Freikirchliche Gemeinde Weimar (Baptisten) die Kirche und im Anschluss eine ghanaische Gemeinde.
Die ursprüngliche Einfriedung des Kirchengrundstücks mit einem gusseisernen Zaun und gemauerten Pfeilern wurde 2008 – nach dem Vorbild eines noch vorhandenen Abdecksteins – mit rekonstruierten Steinen wiederhergestellt. Die Farbgebung der Pfeiler mit roten Ziegelsteinen und gelben Ziegelbändern korrespondiert mit derjenigen des Gebäudes.
Das Gebäude steht als Teil der baulichen Gesamtanlage „Südwestliche Stadterweiterung“, die unter anderem die gesamte Schubertstraße und die gesamte Richard-Wagner-Straße umfasst, nach § 2 Abs. 3 ThürDSchG als Kulturdenkmal unter Denkmalschutz.

## Heutige Nutzung
Heute wird das Gebäude als Wohn- und Geschäftshaus genutzt. Die Thüringer Tanzakademie kaufte im Jahr 2005 dieses Gebäude von der Evangelisch-methodistischen Kirche. Im ehemaligen Gottesdienstsaal wurde demgemäß ein Tanzsaal eingerichtet.

## Darstellung in der Kunst
Der Thüringer Pastellmaler Franz Huth malte eine Ansicht auf die Schubertstraße mit Blick auf dieses Gebäude. Das Gemälde befindet sich im Besitz der Klassik Stiftung Weimar unter der Inventar-Nr: KGe/00779.